# Soulgé-sur-Ouette
Soulgé-sur-Ouette – miejscowość i gmina we Francji, w regionie Kraj Loary, w departamencie Mayenne.
Według danych na rok 1990 gminę zamieszkiwało 889 osób, a gęstość zaludnienia wynosiła 39 osób/km² (wśród 1504 gmin Kraju Loary Soulgé-sur-Ouette plasuje się na 626. miejscu pod względem liczby ludności, natomiast pod względem powierzchni na miejscu 458.).